# Chrám svatého Alexandra Něvského (Prešov)
Chrám svatého Alexandra Něvského (Katedrální chrám sv. Knížete Alexandra Něvského) je hlavním katedrálním chrámem pravoslavné církve na Slovensku. Nachází se v Prešově na Partizánské ulici.

## Historie
Pravoslaví na Slovensku je menšinovým náboženstvím. Hlásí se k němu podle statistik z roku 2001 kolem 0,9 % obyvatel Slovenské republiky. Pravoslavní věřící žijí hlavně ve východní části státu. Historie pravoslaví na Slovensku není stará. Pravoslavných věřících přibývalo hlavně po vzniku Československa a (ze strany tehdejšího státu) víceméně nuceným přestupem z řeckokatolické církve po roce 1950.
Pravoslavný chrám se začal stavět v roce 1946 a dokončen byl v roce 1950. Na jeho financování se svými podíleli pravoslavní věřící z Československa a ze zahraničí. Posvěcen byl 11. února 1950 s požehnáním pražského metropolity Jelevferije archimantrity Andreje.
Chrám je vybudován v duchu tradic pravoslavné ruské architektury. Zdobí ho pět cibulovitých kupolí, které připomínají typickou architekturu starého carského Ruska. Zasvěcený je knížeti svatému Alexandrovi Něvskému, jehož pravoslavná církev považuje za obránce pravoslaví. Jehlanovitá zvonice byla přistavěna v letech 1969 až 1970. V letech 1981 až 1982 byl chrám nově vymalován.
Dominantou interiéru je dvouřadý dřevěný ikonostas. V první řadě jsou ikony Spasitele a Přesvaté Bohorodičky. Ve druhé jsou ikony světců pravoslavné církve (Svatý Kliment, svatý Sergej Radoženský, sv. Jan Rylský a Nestor). Uprostřed ikonostasu jsou carské dveře.

### Současnost
Prešovský pravoslavný chrám navštívily významné osobnosti světového pravoslaví – v roce 1996 byl patriarcha Moskvy a celé Rusi Alexej II., v roce 1998 ekumenický patriarcha Bartoloměj I. z Konstantinopole.
V chrámu jsou uloženy relikvie svatého Alexeje Tótha, rodáka z Kobylnice. V areálu katedrálního chrámu je umístěn památník obětem hladomoru na Ukrajině. Památník byl odhalen v roce 2006.